# Fast & Furious 6 (colonna sonora)
Fast & Furious 6, sottotitolato Original Motion Picture Soundtrack, è l'album discografico di colonna sonora del film Fast & Furious 6. Il disco è stato pubblicato nel maggio 2013 dall'etichetta Def Jam Recordings.

## Tracce
1. We Own It (Fast & Furious) – 3:47 – 2 Chainz & Wiz Khalifa
2. Ball – 3:24 – T.I. featuring Lil Wayne
3. Con Locura – 3:47 – Sua featuring Jiggy Drama
4. HK Superstar – 3:24 – MC Jin featuring Daniel Wu
5. Failbait – 4:49 – deadmau5 featuring Cypress Hill
6. Bada Bing – 3:19 – Benny Banks
7. Burst! (Bart B More Remix) – 6:13 – Peaches
8. Mister Chicken – 3:13 – Deluxe
9. Roll It Up – 6:01 – The Crystal Method
10. Here We Go / Quasar (Hybrid Remix) – 3:23 – Hard Rock Sofa & Swanky Tunes
11. Bandoleros – 5:06 – Don Omar featuring Tego Calderón
12. Rest of My Life – 3:52 – Ludacris featuring Usher & David Guetta